# Исаев, Аллахверди Мухтар оглы
Аллахверди Мухтар оглы Иса́ев (1908, с. Мурадлы — 26 августа 1988, Баку, Азербайджанская ССР, СССР) — советский азербайджанский хозяйственный, государственный и партийный деятель.

## Биография
Родился в 1908 году в селе Мурадлы. Член КПСС.
С 1929 года — на хозяйственной, общественной и политической работе. В 1929—1966 гг. — партийный работник в Нагорно-Карабахском обкоме партии, заведующий отделом пропаганды Курдамирского, Хачмазского, Гахского райкомов КП(б) Азербайджана, главный редактор газеты «Коммунист», секретарь Бакинского горисполкома, председатель парткомиссии Министерства совхозов Азербайджанской ССР, первый секретарь Пушкинского, Корягинского райкомов КП(б) Азербайджана, заведующий отделом агитации и пропаганды Бакинского горкома КП Азербайджана, председатель Государственного Комитета печати и полиграфии Азербайджанской ССР, первый секретарь Нахичеванского обкома КП Азербайджана, первый секретарь Шамхорского, Агчабадского райкомов КП Азербайджана, министр совхозов Азербайджанской ССР, заведующий отделом Совета Министров Азербайджанской ССР.
Избирался депутатом Верховного Совета СССР 2-го созыва.
Умер в Баку в 1988 году.
Награждён орденом «Знак Почёта» (27.04.1940) — «в ознаменование 20-й годовщины освобождения Азербайджана от ига капитализма и установления там советской власти, за успехи в развитии нефтяной промышленности, за достижения в области подъёма сельского хозяйства и образцовое выполнение строительства Самур-Дивичинского канала».